# Бамангвато
Бамангвато — бантуське плем'я, що належить до народу тсвана, який складає основну частину населення Ботсвани. Центром ареалу бамангвато у Ботсвані є місто Серове. На чолі племені стоїть спадковий правитель з титулом kgôsi (король чи верховний вождь) (теперішній kgôsi Ян а Серетсе з 2008 року займає пост президента Ботсвани).

## Рання історія
На початку XIX століття бамангвато проживали в районі на південний схід від озера Нгамі. У 30-их — 40-их роках XIX століття в результаті династичної суперечки частина племені під іменем батавана мігрувала в район на схід від Нгамі під предводительством Моремі, де заснувала поселення Лечулатебе (названо на честь їхнього вождя Лечулатебе «Володаря озера», сина Моремі). Інша частина бамангвато на чолі з kgôsi Кхамою II залишилась на старому місці. Його спадкоємець Секгома I (1835—1857) успішно відбив вторгнення макололо й матабеле, надовго встановивши мирне існування племені. За нього столиця бамангвато Шошонг стала найбільш людним торговим центром на південь від Замбезі. Цей правитель був противником поширення християнства серед його племені. Секгома I відомий, зокрема, тим, що ворожо сприйняв експедицію до його земель відомого місіонера й дослідника Африки Девіда Лівінгстона й усіляко йому протидіяв (про що писав сам Лівінгстон). Сини Секгоми I, Кхама III і Кхамане, прийнявши християнство, вступили у протиборство з батьком, що спричинило тривалу міжусобицю, що завершилась 1875 року воцарінням Кхамы III. Новий kgôsi зрештою навів лад у народі порядок і безпеку, а також заборонив продаж спиртного. Невдовзі населення столиці, яке сильно скоротилось через міжусобиці, хвороби з гарячкою й надмірне п'янство, збільшилось втричі.

## Під британським протекторатом
Король (kgôsi) бамангвато Кхама III (1875—1923) володів територією фактично усієї сучасної Ботсвани. Кхама був союзником британців, які в той час ворогували з бурськими республіками (Трансвааль та Оранжева Вільна держава) й королівствами племен шона і ндебеле. 1885 року Кхама III разом із вождями інших племен тсвана звернувся до Великої Британії з проханням про захист, і 31 березня 1885 року було встановлено британський протекторат над землям тсвана, які отримали назву Бечуаналенд. Англійці цілковито підпорядкували колоніальній адміністрації управління племенами Бечуаналенду, в тому числі й племенем бамангвато, вони затверджували на посадах племінних вождів (королів) і могли у будь-який момент усунути їх від влади й навіть вислати з племені. 1933 року колоніальна адміністрація усунула від влади й вислала з країни вождя—регента Чекеді Кхаму за те, що він наказав висікти одного європейця, якого було звинувачено у зґвалтуванні місцевих дівчат. Однак того ж року його відновили у повноваженнях після публічних вибачень перед англійською владою та обіцянки не чинити так надалі. 1949 року kgôsi Серетсе Кхама повернувся з Оксфорду, щоб стати до управління племенем. Однак колоніальна влада відмовилась визнавати його королем та навіть заборонила йому проживати в резерваті Бамангвато з тієї причини, що Серетсе був одружений з англійкою (Рут Вільямс). Цей факт порушував заборону на змішані шлюби між європейцями та місцевим населенням, що було однією з основ політики расової дискримінації. Плем'я вирішило визнати Серетсе королем, а жінки бамангвато влаштували церемонію привітання своєї білої королеви. Однак англійська влада була непохитною. Королем було призначено Кеабоку Кхамане, а Серетсе Кхама відмовився від своїх претензій на титул kgôsikgolo тільки 1956 року, коли почав балотуватись до місцевої ради Бечуаналенду.

## Правителі племені (Kgôsikgolo)
- ?—1780 kgôsi Мокгади
- 1780—1795 kgôsi Матхіба а Молета (1755—1820)
- 1795—1817 kgôsi Кхама I а Матхіба (1770—1817)
- 1817—1828 kgôsi Кгарі а Кхама Пебане (1790—1828)
- 1828—1833 в. о. kgôsi Седімо а Молосіва
- 1833—1835 kgôsi Кхама II а Кгарі
- 1835—1857 kgôsi Секгома I а Кгарі Ммапхірі (1815—1883)
- 1857—1859 гг. kgôsi Маченг а Кгари (1830—1873)
- 1859—1866 kgôsi Секгома I а Кгарі Ммапхірі (1815—1883)
- 1866—1872 kgôsi Маченг а Кгарі (1830—1873)
- 1872—1873 kgôsi Кхама III Бойканьйо а Секгома Добрий (1837—21.02.1923)
- 1873—1875 kgôsi Секгома I а Кгарі Ммапхірі (1815—1883)
- 1875—1923 kgôsi Кхама III Бойканьйо а Секгома Добрий (1837—21.02.1923)
- 1923—1925 kgôsi Секгома II а Кхама Лерараєтса (1869—17.11.1925)
- 1925—19.1.1926 глава регентської ради Гореванг а Кхамане
- 19.1.1926—14.9.1933 вождь-регент Чекеді Кхама а Кхама (17.09.1905—10.06.1959)
- 9.1933—4.10.1933 в. о. вождя-регента Серогола а Гагоїтсеге
- 4.10.1933—23.7.1949 вождь-регент Чекеді Кхама а Кхама (17.09.1905—10.06.1959)
- 1925 (факт. 23.7.1949)—26.9.1956 (факт. 8.3.1950) kgôsi сер Серетсе Кхама а Секгома (1.07.1921—13.07.1980)
- 13.3.1950—26.5.1952 kgôsi Кеабока Кхамане
- 13.5.1953—5.1964 kgôsi Джордж Расеболаї Кхамане а Гореванг (1907—1973)
- 5.1964—1974 kgôsi Леапітсве а Чекеді (1939—1987)
- 1974—1979 kgôsi Мокгача Мокгаді
- 5.5.1979—теперішній час король (kgôsi) Ян а Серетсе